# Serafino Carminati
Serafino Carminati (Marcallo con Casone, 8 luglio 1948) è un ex canottiere italiano.

## Biografia
Nato nel 1948 a Marcallo con Casone, in provincia di Milano, era membro del Centro Remiero delle Forze Armate di Sabaudia, dove è residente.
A 24 anni ha partecipato ai Giochi olimpici di Monaco di Baviera 1972, nell'otto, insieme a Bulgarello, Danielli, Galiazzo, Grasselli, Noal, Pigozzo, Rossi e al timoniere Gottifredi, arrivando quarto nei quarti di finale con il tempo di 6'21"80 dietro a Stati Uniti (poi argento), Germania Ovest e Austria (passavano il turno le prime tre), ma non superando poi il ripescaggio, quinto in 6'20"21 dietro ad Australia, Cecoslovacchia, Polonia e Francia (andavano in semifinale i primi tre equipaggi).
Nel 2019 è stato controfigura di Anthony Hopkins nel film I due papi di Fernando Meirelles.